# Clotilde von Mensdorff-Pouilly
Clotilde Wilhelmina Josepha Gabriela Maria Innocenza von Mensdorff-Pouilly, nota anche come Klotild o Clotilde Apponyi (dal cognome del marito) (Vienna, 23 dicembre 1867 – Budapest, 1º settembre 1947), è stata una nobile, attivista, diplomatica e femminista austriaca.

## Biografa

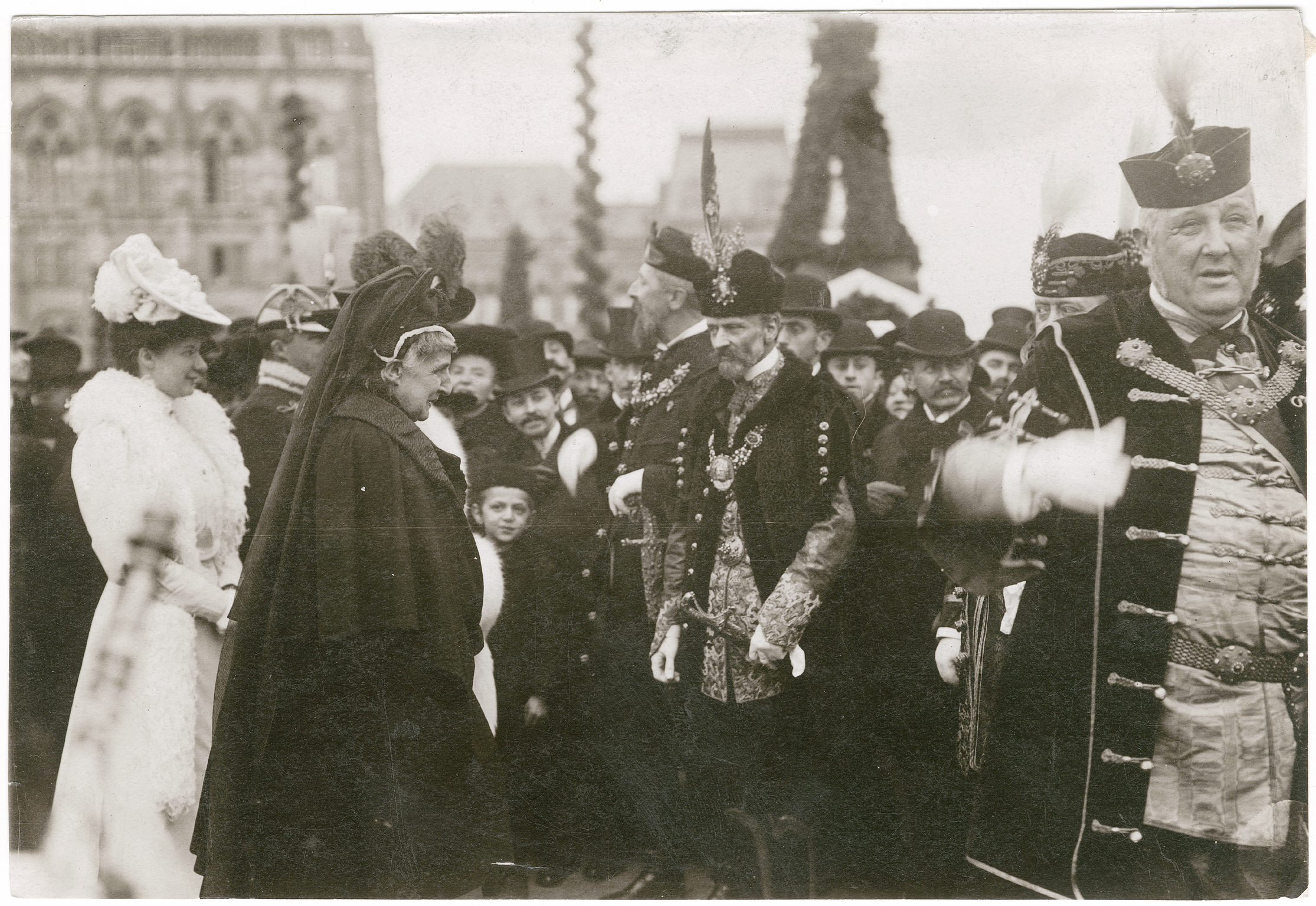
La principessa Clotilde parla col ministro degli esteri austriaco, conte Gyula Andrássy il Giovane, il 2 dicembre 1906

Clotilde era figlia del politico austriaco principe Alexander von Mensdorff-Pouilly e di sua moglie Alexandrine von Dietrichstein, figlia ed erede del principe Giuseppe Francesco di Dietrichstein. Per parte di suo padre era imparentata con la regina Vittoria del Regno Unito ed era sorella del diplomatico austriaco Albert von Mensdorff-Pouilly-Dietrichstein. Nel 1897 sposò il politico ungherese conte Albert Apponyi.
Apponyi fu presidente dell'associazione fondata dalla stessa Klotild per promuovere il lavoro femminile a partire dal 1908 ed ella stessa fu presidentessa dell'Associazione per l'Alleanza delle Donne Ungheresi dal 1910, membro della Società di Protezione delle Donne Cattoliche dal 1913, presidente dell'Associazione di Maria Dorotea per le insegnanti dal 1930 e di molte altre associazioni caritatevoli in Ungheria. Come presidentessa dell'Alleanza delle Donne Ungheresi, si prodigò al parlamento ungherese affinché le donne ottenessero il diritto di voto nel 1912 e supportò questa riforma anche presso il pubblico nel 1918. Dopo la prima guerra mondiale, sempre come presidentessa della sua associazione, si fece portavoce dell'associazione delle donne non socialiste dell'Ungheria, opponendosi alle teorie del movimento di Cécile Tormay. Nel 1929, protestò contro la proposta di legge avanzata in Ungheria per abolire il diritto di voto per le donne e nel 1939 si schierò contro la proposta di impedire alle donne sposate di occupare incarichi nella pubblica amministrazione.
Durante la prima guerra mondiale, fu una diplomatica informale per il regno d'Ungheria, operando prevalentemente in Svizzera, e servendo come vice delegata presso la Lega delle Nazioni a Ginevra dal 1928 al 1934 e come delegata per l'Ungheria dal 1935 al 1937.

## Ascendenza
|                                                                   |                                                                     |                                                                         | Genitori                                      |  |  | Nonni |  |  | Bisnonni                |  |  | Trisnonni               |  |
|                                                                   |                                                                     |                                                                         |                                               |  |  |       |  |  | Albert Louis de Pouilly |  |  | Louis Joseph de Pouilly |  |
|                                                                   |                                                                     |                                                                         |                                               |  |  |       |  |  | Albert Louis de Pouilly |  |  | Louis Joseph de Pouilly |  |
|                                                                   |                                                                     | Luce Louise de Hézecques                                                |                                               |  |  |       |  |  | Albert Louis de Pouilly |  |  |                         |  |
| Emanuele di Mensdorff-Pouilly                                     |                                                                     |                                                                         |                                               |  |  |       |  |  | Albert Louis de Pouilly |  |  |                         |  |
|                                                                   |                                                                     | Antoinette Philippine de Custine                                        | Philippe François Joseph de Custine           |  |  |       |  |  |                         |  |  |                         |  |
|                                                                   |                                                                     | Antoinette Philippine de Custine                                        | Philippe François Joseph de Custine           |  |  |       |  |  |                         |  |  |                         |  |
|                                                                   |                                                                     | Antoinette Philippine de Custine                                        | Anne Marguerite de Maguin                     |  |  |       |  |  |                         |  |  |                         |  |
| Alessandro di Mensdorff                                           |                                                                     | Antoinette Philippine de Custine                                        |                                               |  |  |       |  |  |                         |  |  |                         |  |
|                                                                   |                                                                     | Francesco Federico di Sassonia-Coburgo-Saalfeld                         | Ernesto Federico di Sassonia-Coburgo-Saalfeld |  |  |       |  |  |                         |  |  |                         |  |
|                                                                   |                                                                     | Francesco Federico di Sassonia-Coburgo-Saalfeld                         | Ernesto Federico di Sassonia-Coburgo-Saalfeld |  |  |       |  |  |                         |  |  |                         |  |
|                                                                   |                                                                     | Francesco Federico di Sassonia-Coburgo-Saalfeld                         | Sofia Antonia di Brunswick-Wolfenbüttel       |  |  |       |  |  |                         |  |  |                         |  |
| Sofia di Sassonia-Coburgo-Saalfeld                                |                                                                     | Francesco Federico di Sassonia-Coburgo-Saalfeld                         |                                               |  |  |       |  |  |                         |  |  |                         |  |
|                                                                   |                                                                     | Augusta di Reuss-Ebersdorf                                              | Enrico XXIV di Reuss-Ebersdorf                |  |  |       |  |  |                         |  |  |                         |  |
|                                                                   |                                                                     | Augusta di Reuss-Ebersdorf                                              | Enrico XXIV di Reuss-Ebersdorf                |  |  |       |  |  |                         |  |  |                         |  |
|                                                                   |                                                                     | Augusta di Reuss-Ebersdorf                                              | Carolina Ernestina di Erbach-Schönberg        |  |  |       |  |  |                         |  |  |                         |  |
| Clotilde von Mensdorff-Pouilly                                    |                                                                     | Augusta di Reuss-Ebersdorf                                              |                                               |  |  |       |  |  |                         |  |  |                         |  |
|                                                                   | Francesco Giuseppe di Dietrichstein, VIII principe di Dietrichstein | Carlo Giovanni Battista di Dietrichstein, VII principe di Dietrichstein |                                               |  |  |       |  |  |                         |  |  |                         |  |
|                                                                   | Francesco Giuseppe di Dietrichstein, VIII principe di Dietrichstein | Carlo Giovanni Battista di Dietrichstein, VII principe di Dietrichstein |                                               |  |  |       |  |  |                         |  |  |                         |  |
|                                                                   | Francesco Giuseppe di Dietrichstein, VIII principe di Dietrichstein | Maria Anna von Baldtauff                                                |                                               |  |  |       |  |  |                         |  |  |                         |  |
| Giuseppe Francesco di Dietrichstein, IX principe di Dietrichstein | Francesco Giuseppe di Dietrichstein, VIII principe di Dietrichstein |                                                                         |                                               |  |  |       |  |  |                         |  |  |                         |  |
|                                                                   |                                                                     | Alexandra Andrejewna Šuvalova                                           | Andrej Petrovič Šuvalov                       |  |  |       |  |  |                         |  |  |                         |  |
|                                                                   |                                                                     | Alexandra Andrejewna Šuvalova                                           | Andrej Petrovič Šuvalov                       |  |  |       |  |  |                         |  |  |                         |  |
|                                                                   |                                                                     | Alexandra Andrejewna Šuvalova                                           | Ekaterina Petrovna Saltykova                  |  |  |       |  |  |                         |  |  |                         |  |
| Alexandrine Maria von Dietrichstein-Proskau-Leslie                |                                                                     | Alexandra Andrejewna Šuvalova                                           |                                               |  |  |       |  |  |                         |  |  |                         |  |
|                                                                   |                                                                     | Josef Anton Wratislaw z Mitrowicz                                       | Jan Nepomuk Wratislaw z Mitrowicz             |  |  |       |  |  |                         |  |  |                         |  |
|                                                                   |                                                                     | Josef Anton Wratislaw z Mitrowicz                                       | Jan Nepomuk Wratislaw z Mitrowicz             |  |  |       |  |  |                         |  |  |                         |  |
|                                                                   |                                                                     | Josef Anton Wratislaw z Mitrowicz                                       | Maria Johanna von Kosorz-Malowetz             |  |  |       |  |  |                         |  |  |                         |  |
| Gabriela Wratislawová z Mitrowicz                                 |                                                                     | Josef Anton Wratislaw z Mitrowicz                                       |                                               |  |  |       |  |  |                         |  |  |                         |  |
|                                                                   |                                                                     | Maria Gabriela des Fours                                                | Franz Anton I des Fours                       |  |  |       |  |  |                         |  |  |                         |  |
|                                                                   |                                                                     | Maria Gabriela des Fours                                                | Franz Anton I des Fours                       |  |  |       |  |  |                         |  |  |                         |  |
|                                                                   |                                                                     | Maria Gabriela des Fours                                                | Maria Antonia Czernin                         |  |  |       |  |  |                         |  |  |                         |  |
|                                                                   |                                                                     | Maria Gabriela des Fours                                                |                                               |  |  |       |  |  |                         |  |  |                         |  |